# Michel Maray de La Chauvignerie

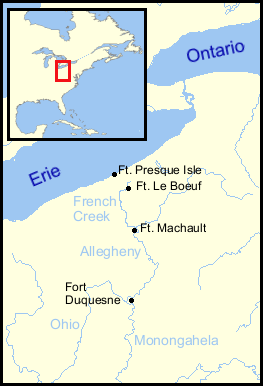
Localisation du fort Machault.

Michel Maray de La Chauvignerie, né le 5 septembre 1704 à Montréal et mort le 10 août 1778 à Paris, est un officier des Troupes de la Marine et interprète en langues iroquoises.

## Biographie
Michel Maray de La Chauvignerie est le fils de Sieur Louis Maray de la Chauvignerie (1667-1725), officier des Troupes de la Marine, émigré au Canada en 1697 et de Catherine Joly née à Québec en 1677.
Il est interprète en langues iroquoises et sera envoyé en missions dans les territoires de l'Iroquoisie chez les Amérindiens des tribus Lenapes et les Chaouanons par le gouverneur général de la Nouvelle-France, Philippe de Rigaud de Vaudreuil.
Le 16 août 1740, il épouse Marie-Joseph Raimbaut, fille de Paul-François Raimbault et de Catherine Du Verger, à Verchères au Canada.
En 1753, le gouverneur de la Nouvelle-France, Michel-Ange Duquesne de Menneville, décide la construction de forts dans le pays des Illinois, tel que le Fort Duquesne sur la rivière Ohio et du poste de traite fortifié à la confluence de la rivière Allegheny et du ruisseau des Français ou French Creek. L'officier Louis-Thomas Chabert de Joncaire établit un premier fortin dénommé "Fort d'Anjou". Il est remplacé l'année suivante par l'officier Michel Maray de La Chauvignerie.
En 1754, Michel Maray de La Chauvignerie fait bâtir le fort Machault au même endroit, près du lac Érié. Il était situé près de la ville actuelle de Franklin, le siège du comté de Venango, situé en Pennsylvanie, aux États-Unis.
Le fort fut édifié sur une colline dominant la confluence de la rivière Allegheny et du ruisseau des Français ou French Creek.
Le fort fut nommé fort Machault en l'honneur de Jean-Baptiste de Machault d'Arnouville, comte d'Arnouville, conseiller au Parlement de Paris et président du grand Conseil à Paris.
Après la capitulation de Montréal, en 1760, comme beaucoup d'officiers et de soldats de troupes démobilisés, Michel Maray de La Chauvignerie s'embarque pour la France, terre de ses aïeux, où il mourra le 10 août 1778 à Paris.